# Pastoratshandeln
Pastoratshandeln är namnet på en speciell svensk form av simoni. Det handlar om den 1700-talsföreteelse som innebar att präster måste betala en muta för att bli rekommenderade för ett pastorat och därmed upphöjas till kyrkoherde. 

## Historik
Pastoratshandeln var vanlig under frihetstiden, då mutor av olika slag var vanligt. Emellertid sköttes då verksamheten i någorlunda diskret form och skilde sig inte från de sedvanliga bestickningarna.
När Elis Schröderheim 1782 blev statssekreterare och ansvarig för kyrkliga ärenden såg han sin chans att förbättra sin privata ekonomi. Avgifterna höjdes successivt, och utnämningarna tenderade alltmer att gynna samhällets överklass. 
För kungen, Gustav III, var det en ordning som passade utmärkt. Monarken var väl inbegripen i processen och var den som slutligen godkände utnämningarna. För att hjälpa en fattig page eller någon annan gunstling ur penningknipa gav kungen honom ofta rätten att ge bort ett visst pastorat till högstbjudande. Det belopp som denne gav för fullmakten delades nu mellan Schröderheim och den som av kungen fått pastoratet på hand. För ett första klassens pastorat kunde det bli ända upp till 4 500 riksdaler.
Kungagunstlingen Armfelt vidgår villigt i sina självbiografiska anteckningar att han delade inkomsterna av pastoratshandeln med Schröderheim. Han gjorde inte heller inför allmänheten någon hemlighet av denna inkomstkälla. Hedvig Charlotta beskrev hur Armfelt en gång, när han var iklädd sin teaterskrud, helt oförbehållsamt yttrade: "Det jag bär på mig har jag plundrat den och den prästen på."
I Riksarkivet förvaras en skuldsedel från denna tid som lyder:
| ” | En månad efter sedan Kongl. Maj:ts fullmakt på Lindesbergs pastorat i Västerås’ stift blivit utfärdad för mig, undertecknad, betalar jag till denne sedels innehavare ettusende riksdaler specie, som härmed försäkras. Stockholm den 9 januari 1792. Reinh. Wilh. Richman. | „ |

Både kungamaktens och kyrkans anseende led stor skada av pastoratshandeln. Ett uttryck för vad vanligt folk tyckte och tänkte var en donation av 700 riksdaler, som en anonym person gjorde till Patriotiska sällskapet för att ge en fattig men redlig prästman möjlighet att skaffa sig ett pastorat. För en sådan mans räkning skulle pengarna inbetalas till "statssekreteraren, som säljer prästsysslorna". Den okände givaren skrev att det skar honom i hjärtat att se präster genom intriger eller pengar "tillvingla sig" pastorat för att sedan hos sina åhörare "predika Gud och verka satan", det vill säga "klippa sina får" för att kunna betala ackordsummor och andras hovskulder.
Vid 1786 års riksdag var protesterna så livliga att Gustav III:s såg sig tvingad att skilja Schröderheim från ämbetet, ge sig själv mindre inflytande i hanteringen och avskaffa pastoratshandeln. Istället tillsattes en ecklesiastikberedning som i fortsättningen ansvarade för pastoratens utdelande. Den som övertygade kungen om det ohållbara i systemet och låg bakom nyorganisationen var främst Carl Gustaf Nordin.